# Jean-Louis Heudier
Jean-Louis Heudier, né le 3 juillet 1944, est un astronome ayant exercé à l'observatoire de la Côte d'Azur de 1967 à 2009 ; un écrivain ; un vulgarisateur; un créateur et acteur de théâtre.
De 1974 à 1989, il dirige le télescope de Schmidt du CERGA au plateau de Calern, le plus gros appareil photographique d'Europe.

À partir de 2006, il dirige Observatorium, pôle de diffusion de culture scientifique implanté à l'observatoire de Nice. Il prend sa retraite en septembre 2009.
En tant qu'astronome professionnel, il a présidé, de 1979 à 1982 et de 1988 à 1991, le groupe de travail "Photographie" de l'Union astronomique internationale.
Jean-Louis Heudier est vice-président du groupe Côte d'Azur de l'Association aéronautique et astronautique de France (AAAF) et président d'honneur de l'association Parsec.
Voir ses publications.

## Vulgarisateur
Comme bon nombre de collègues scientifiques, tel Hubert Reeves, Jean-Louis Heudier a compris très rapidement l'intérêt de vulgariser la science astronomique.
En plus de prononcer de nombreuses conférences-animations tant en France qu'à l'étranger, il crée
- en 1986, l'association Parsec, avec pour objectif de vulgariser les domaines de l'astronomie et de l'astronautique, mais également d'autres pans de la science pratiqués dans le département des Alpes Maritimes tels que physique, géologie, archéologie, écologie, chimie, mathématiques, paléontologie etc.
- en 1987, l'Astrorama de La Trinité, dans la batterie des Feuillerins, près du fort de la Revère, sur la Grande Corniche, entre Nice et La Turbie. C'est un lieu ouvert à tous les publics permettant, du fait de sa position et de son accès facile depuis la capitale azuréenne, des observations de bonne qualité, grâce à des outils performants mis à disposition des visiteurs.
- en 1993, avec Guy Lebègue[4], responsable de la Communication de la Division Satellites d'Aerospatiale à Cannes - devenue Thales Alenia Space en 2007 -, les Classes Azur Astro-Espace, séjours de découverte de la science et de ses activités sur la Côte d'Azur. Ensemble, ils mettent au point et font signer une convention de partenariat, renouvelée en 2001[5], avec de nombreux partenaires industriels et institutionnels : l'Agence spatiale européenne, Aerospatiale, le Centre spatial de Cannes - Mandelieu, l'Association aéronautique et astronautique de France, le Centre national d'études spatiales, le Conseil général des Alpes-Maritimes, le Conseil régional de Provence-Alpes-Côte d'Azur, l'observatoire de la Côte d'Azur.
- l'Itinéraire Cassini, outil touristique de vulgarisation scientifique permettant à tous les publics de visiter la France et l'Italie sur les traces des cinq générations de Cassini à travers les préoccupations des astronomes et des géographes des XVIIe, XVIIIe et XIXe siècles.

Il a présidé la commission chargée d'élaborer la politique de décentralisation de la Cité des sciences et de l'industrie.
Il participe à de nombreuses émissions de radio et de télévision : Euréka, Poussières d'Étoiles, Le Boulevard de l'Étrange, Tempo d'ailleurs, Temps X, L'étoile Bleu-Azur, A la Poursuite des Étoiles, Droit de Réponse, L'Avenir du Futur, Notre Univers, Science Cartoon, Ça Vous Regarde, Astrorama, La Chronique des Étoiles, La Fête à la Lune, La Marche du Siècle, L'étoile Bleu Azur, etc.
Il est membre de la Commission PAN/SIGMA de l'association aéronautique et astronautique de France.
Il a réalisé, avec le peintre Jean-Michel Joly, plusieurs expositions de vulgarisation :
- L'Astronomie dans la Ville (1977) ;
- Terre ! (1979) ;
- 300 000 km/s (1981) ;
- Les calendriers de l'Association Française d'Astronomie (AFA) de 1982 à 1986 ;
- P/Halley, Chronique de la Comète Témoin de l'Histoire (1985) ;
- Objectif Cosmos (1987) ;
- La lumière se dévoile (2002).

Pour le Centre d'Astronomie de Saint-Michel l'Observatoire (04), il a réalisé les expositions : Représenter pour comprendre (2016), Explorer pour comprendre (2017), Météores et météorites (2018), Aller dans la Lune, du rêve à la réalité (2019).
En 2019 et 2020, il participe à l'opération SpaceBus France, une tournée estivale d'une caravane expliquant l'astronomie et l'espace aux vacanciers.

## Acteur et écrivain
Après son départ en retraite, en 2009, Jean-Louis Heudier écrit, avec Maurice Galland, directeur artistique et metteur en scène, fondateur et maître d’œuvre du projet Théâtre Libre de Saint-Étienne, des pièces de théâtre consacrées à l'astronomie :

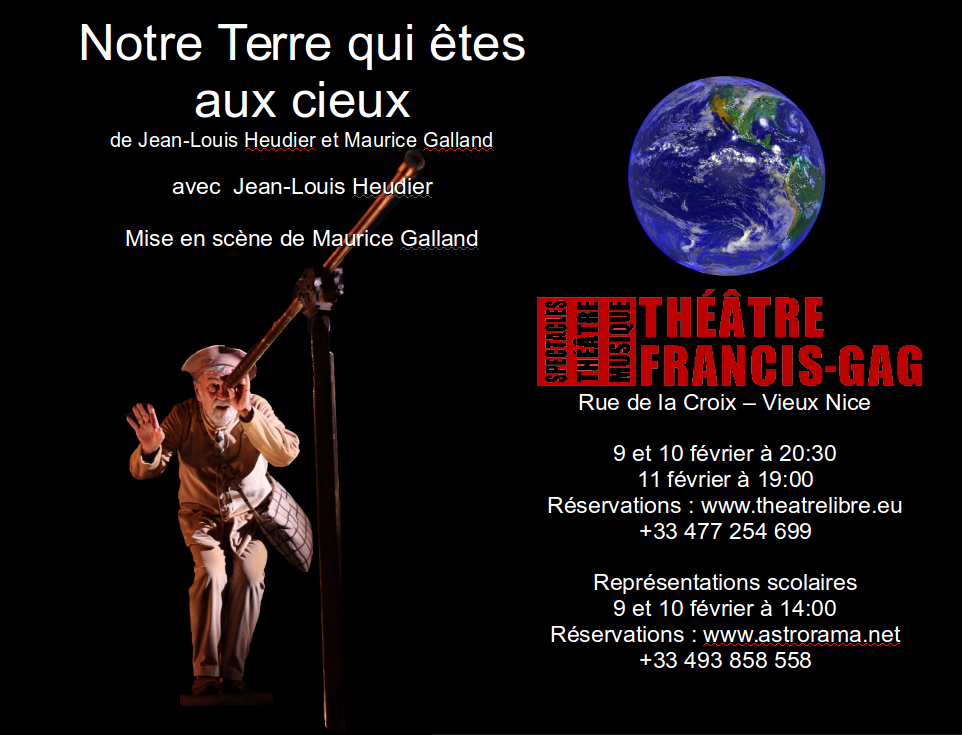
Représentations à Nice - Théâtre Francis Gag

- Représentations à Nice - Théâtre Francis GagNotre Terre qui êtes aux cieux. Il en est l'interprète unique. Elle est mise en scène par Maurice Galland[7]. Elle est jouée :
  - pour la première fois, le 21 juillet 2009, dans le cadre de l'Année mondiale de l'astronomie, à Saint-Michel-l'Observatoire[8], puis reprise le 14 août 2009 au même endroit
  - le 6 novembre 2009 à Barcelonnette
  - du 17 au 22 novembre 2009 au Théâtre Libre de Saint Étienne (Loire) avec Maurice Galland, reprise en 2010 à Marseille, Saint-Michel l'Observatoire, Chazelles sur Lyon
  - à l'Astrorama, le 21 juillet 2010[9],[10].
  - en 2011, reprise au Théâtre Libre de Saint-Étienne et au théâtre du Chêne Noir à Avignon.
  - en octobre 2012 à la salle Courteline de Mougins, trois séances au profit des habitants de la région ; puis du personnel du Centre spatial de Cannes - Mandelieu ; puis des élèves des écoles de Mougins.
  - en février 2017, reprise au théâtre Francis Gag à Nice et, en mars au théâtre du Rond-Point à Valréas
  - en novembre 2017 au Théâtre National de Nice
  - en mai 2018 au Théâtre Libre de Saint Étienne (Loire)
  - en juillet 2019 au Festival Off d'Avignon (18 représentations)
- H2O, Monsieur Giono, spectacle créé le 18 juillet 2012 à Saint-Michel l'Observatoire avec Laurent Chouteau dans le rôle de l'unique personnage.
- Le Violon et la Comète, avec Chiara Banchini, violoniste, et Philippe Grenier, comédien, le 14 septembre 2012 au conservatoire national de musique de Nice, dans le cadre des journées européennes du patrimoine[11].
- Le Violon et la Comète, a été repris dans sa version allégée, avec Chiara Banchini, au planétarium de Saint Étienne (Loire), le 20 septembre 2013.

## Œuvres
- Objectif Cosmos, 1989, édité par le Centre de Documentation Pédagogique.
- La Photographie Astronomique à Grand Champ, 1992,  (ISBN 2-225-82528-9) aux Éditions Masson (cet ouvrage a reçu le Grand Prix Louis Philippe Clerc du Musée National de la Photographie de Bièvres (Essonne) en 1992).
- Éclipses de Lune et de Soleil, 1992, aux Publications de l'École Moderne Française
- Le Livre du Ciel, 1995,  (ISBN 2-87720-159-7), aux éditions Z'ED
- Le Livre de la Lune, 1996,  (ISBN 2877201902), aux éditions Z'ED
- L'ABCédaire du Soleil, 1999,  (ISBN 978-208012678-8 et 88-7423-110-5) (italien),  (ISBN 89-7919-533-8) (coréen)
- Le grand Livre du Ciel, 1999,  (ISBN 2-04-027238-0), ouvrage collectif, édition Bordas
- L'Astronomie pour Tous, 2001,  (ISBN 2-082-00680-8), aux éditions Flammarion
- Le Ciel, mois par mois, 2002, 2003,  (ISBN 2-263-03315-7), 2003 2004,  (ISBN 2-263-03540-0), 2005,  (ISBN 2-263-03735-7), aux éditions Solar
- The Night Sky 2004  (ISBN 2-263-03735-7), aux éditions Firefly
- Histoire des Sciences de l'Antiquité à nos jours, 2004  (ISBN 2-847-34052-1), 2012[12],  (ISBN 978-2-84734-974-0), ouvrage collectif, Édition Tallandier
- The Night Sky 2005  (ISBN 1-552-97972-5), éditions Firefly
- L'Homme et les étoiles, 2006  (ISBN 2-912-61625-5), éditions Burillier.
- Des Signes des Temps Giordano Bruno, 2009  (ISBN 978-2-915-60690-4), Théâtre, Texte de Laurent Vacher, Introduction Jean-Louis Heudier, aux éditions Giletta Nice-matin
- avec Maurice Galland, directeur du théâtre libre de Saint-Étienne, Notre Terre qui êtes aux cieux, 2010,  (ISBN 978-2-915-31221-8), Livret de la pièce de théâtre éponyme,
- Notre calendrier, une sacrée histoire, 2013  (ISBN 978-2-915312-79-9), éditions Book-e-book
- Ces horribles et épouvantables comètes, 2013  (ISBN 978-2-915312-88-1), éditions Book-e-book
- Par Toutatis ! Le ciel va-t-il nous tomber sur la tête ?, 2020  (ISBN 978-2-372460-43-9), éditions Book-e-book
- Mesurer l'Univers, une grande aventure humaine,  2022  (ISBN 978-2-37246-056-9), éditions Book-e-book
- Fantastiques éclipses, de la frayeur à la raison,  2023  (ISBN 978-2-37246-078-1), éditions Book-e-book
- Il a traduit, avec son épouse France, deux ouvrages traitant d'astronomie, pour les Éditions Masson :
  - Martin Harwitt, Progrès et Découvertes en Astronomie, 1984  (ISBN 2-225-79365-4)
  - David Malin, Couleurs des Étoiles, 1986  (ISBN 2-225-80731-0)
- Auteur d'articles scientifiques, essentiellement dans le domaine de la photographie astronomique, Jean-Louis Heudier a été éditeur de quatre volumes de Astronomical Photography.

## Distinctions
La communauté astronomique internationale l'a distingué en donnant son nom à l'astéroïde (4602) Heudier.
Pour son travail de vulgarisation, il a été lauréat des prix :
- Edmond Girard (Société astronomique de France) en 1977,
- Jean Perrin (Société Française de Physique) en 1982,
- Figaro Magazine au Festival Science Frontière de 1986
- Camille Flammarion (Société Astronomique de France) en 1991
- Chevalier de l'Ordre des Palmes académiques en 2006